# Oucz Tape-je Ghale
Oucz Tape-je Ghale – wieś w Iranie, w ostanie Azerbejdżan Zachodni, w szahrestanie Mijandoab. W 2006 roku liczyła 1298 mieszkańców.